# Petroleum Development Oman

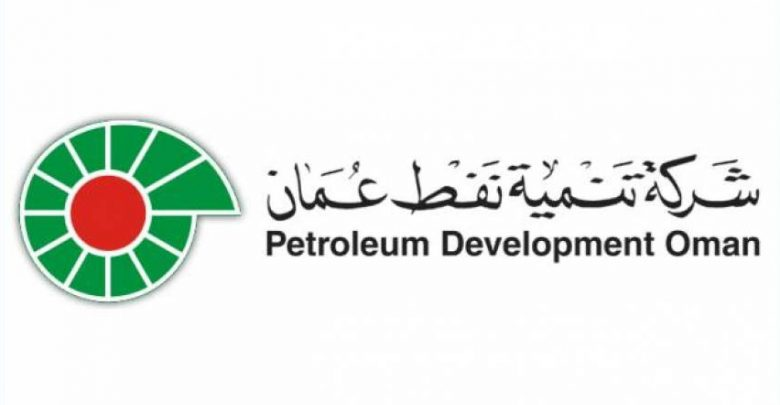
Logo des Unternehmens

Petroleum Development Oman (PDO) ist ein staatliches omanisches Unternehmen, das Erdöl und Erdgas fördert und aufbereitet. 1996 wurden 589.000 Barrel Erdöl und 376.000 Barrel Erdgas (in Erdöl-Äquivalenten) pro Tag gefördert. Im Jahr 2006 betrug der Umsatz 15.316 Mrd. US-Dollar.

## Geschichte
Das Unternehmen entstand 1937 als Petroleum Development (Oman and Dhofar) Ltd. Die Anteilseigner waren damals: Royal Dutch Shell, Anglo-Persian Oil Company, Compagnie Française de Pétrole, Near East Development Company und Partex (Participations and Explorations Corporation). Zwischen 1956 und 1960 wurde in Oman nach Erdöl gebohrt, doch wurde man nicht fündig. Bis auf Shell und Partex verließen die anderen Unternehmen das Land, sie verkauften an Shell (95 Prozent der Anteile). 1962 wurde dann doch noch Öl gefunden, und 1967 wurde erstmals Erdöl exportiert. 1967 kaufte Compagnie Française des Pétroles 10 Prozent der Anteile von Shell, und das Unternehmen wurde in Petroleum Development (Oman) umbenannt.
1974 kaufte die Regierung von Oman 25 Prozent des Unternehmens, und kurz darauf erhöhte sie ihren Anteil auf 60 Prozent. Der Rest der Anteile gehörte Shell (34 Prozent), Compagnie Française des Petroles (4 Prozent) und Partex (2 Prozent). 1980 wurde das Unternehmen in Petroleum Development Oman umbenannt. 1996 wurde entschieden, ein Gasfeld in Qalhat bei Sur zu erschließen. 2000 konnte zum ersten Mal Flüssigerdgas exportiert werden.